# Salcherath
Salcherath ist ein Teil der Ortsgemeinde Retterath im Landkreis Vulkaneifel in Rheinland-Pfalz. Er besitzt eine kleine Kapelle und besteht aus 16 Häusern mit 39 Personen.

## Geschichte
Am 16. Dezember 1457 wird Salcherath erstmals urkundlich als Seelchenroede genannt. 1809 hatte der Ort zusammen mit Arbach und Retterath eine eigene Gemarkung.